# Фринон
Фринон (др.-греч. Φρύνων; до 657, Аттика — 607/606 до н. э., Троада) — афинский олимпионик и военачальник.
Победитель в панкратии на 36-х олимпийских играх в 636 до н. э. 
В конце VII века до н. э. командовал афинскими силами в Сигейской войне. Предположительно, руководил созданием колонии в Сигее (Троада), а также (на основании предположительного чтения одного испорченного места из Псевдо-Скимна) был ойкистом колонии в Элеунте (Херсонес Фракийский).
Вероятно, как и в случае с Мильтиадом Старшим и Писистратом, действовал по собственной инициативе и снарядил экспедицию на собственные средства, и лишь позднее мог быть поддержан афинским правительством. Страбон называет его стратегом, что является анахронизмом для данной эпохи.
В ходе Сигейской войны успешно действовал против митиленских войск Питтака; вызвал лесбийского командующего на поединок и был им побежден. По сообщению античных авторов, Питтак набросил на противника сеть, после чего заколол трезубцем и кинжалом. 
Хроника Евсевия-Иеронима датирует этот поединок 607/606 до н. э., а Словарь Суды — 42-й олимпиадой (612/611 — 609/608 гг. до н. э..
У исследователей вызывают сомнения обстоятельства этой истории, так как о ней ничего не говорит Геродот, любивший пересказывать подобные предания, а использование Питтаком вооружения римского гладиатора-ретиария совершенно невероятно для архаической Греции.
Кроме этого, обращают внимание на значительную разницу в возрасте: Фринон не мог родиться позднее 657 до н. э., и был уже пожилым человеком, акме Питтака Диоген Лаэртский относит к 42-й олимпиаде, когда тому было 30—35 лет. 